# 大唐游侠传 (电视剧)
《大唐游侠传》是著名制作人张纪中出品的一部古装武侠电视剧，改编自梁羽生的两部小说（《大唐游侠传》和《龙凤宝钗缘》），一些人物构造和情节与原著不同。本剧于2007年8月完成拍摄，2008年7月24日在CCTV-8晚间黄金时间首播。

## 简介
本剧以唐朝天宝年间安史之乱为历史背景，主要叙述了一批武林侠客雪家恨、平叛乱的传奇故事。
唐代天寶年間，雞鳴鎮是進出長安的必經要道，鎮上的一家酒樓，被範陽節度使安祿山的手下王龍克等人包下，以埋伏九原太守郭子儀的密使夏凌霜，企圖搶奪她身上的密信。飛虎山寨主竇令侃和他的義子鐵摩勒路經此地，出手救了凌霜。鐵摩勒的父母當年被安祿山所殺，為了替二人報仇，因而與安祿山勢不兩立。
鐵摩勒和竇令侃及後前往雞鳴鎮探望令侃的妹夫段圭璋，沒想到王龍克等人跟蹤而來，暗中捉了段圭璋的妻子。段圭璋十八年前被安祿山大軍包圍，親生兒子失陷亂軍之中，好友鐵昆侖戰死，從此圭璋心灰意冷，隱居在雞鳴鎮，不理江湖恩怨，沒想到安祿山還是不放過他，於是他決心重出江湖，聯同鐵摩勒與安祿山展開對戰。

## 演员表
| 演员     | 角色          | 简介 | 國語配音 | 粵語配音 |
| 主要角色 |               | |          |          |
| 黄维德   | 铁摩勒        | 鐵昆侖之子，大唐遊俠之一，唐朝都尉，玄宗的重臣之一，封万戶侯，哥舒翰的手下，秦襄、鐵匠的結拜兄弟，鐵婦的結拜小叔，曾被鐵匠与鐵婦所救。铁摩勒三人在救窦线娘途中遇上机灵顽皮的王燕羽，與安祿山之子安慶緒為敵，曾假扮禁軍統領包大力，為了要尋找殺死父親的仇人羊牧勞，因為羊牧勞很像鐵昆侖，安祿山為了要成立安史之亂而攻下長安，所以和安禄山势不两立，后保護玄宗皇帝而平定安史之亂，对她产生好感，谁知却被她出卖导致义父身死，因鐵崑崙篡位後令其為太子，最后与空空儿、夏凌霜、王燕羽去洛陽，已得知夏凌霜已經有怀了空空儿的孩子。 | 張澎     | 鄧永健   |
| 何琢言   | 王燕羽 史紅梅 | 王世充的后人，王龙客的妹妹，其实就是史家史逸如的女儿史红梅，被安禄山手下王伯通收养，成為王龍客最寵愛的妹妹，羊牧勞(鐵昆侖)的儿媳，韓芷芬、夏凌霜的情敵。为了击破飞虎山而接近铁摩勒等人。因安慶緒向安祿山提親，令其為太子妃，后被安慶緒嫁禍是殺死安祿山的兇手，因她出卖铁摩勒使得铁摩勒失误导致义父被杀，後成為鐵摩勒的第二任妻子，因鐵崑崙篡位後令其為太子妃。但是二人在相处中早已产生情愫，後與情敵夏凌霜和韓芷芬和好，最后与空空儿、鐵摩勒、夏凌霜去洛陽。                                                                 |          | 石梓晴   |
| TAE      | 空空儿 段克邪 | 外號自大狂，天下弟一神偷，段圭璋失散十八年的儿子段克邪，夏凌霜之夫，小空之父親，王龍客的情敵，大唐遊俠之一，段克邪在乱军中失散，被精精儿的师父收养，并且学得一身本领，他虽然是精精儿师弟，但是武功却远远高于精精儿，不过师父死后，精精儿继任掌门人，喜歡夏凌霜，成為夏凌霜之夫。轻功卓绝，来去如风，本不辨黑白是非，结识铁摩勒和段圭璋后，逐渐明白了人间正义，最后与鐵摩勒、夏凌霜、王燕羽去洛陽。 | 吳凌雲   | 鄧燦陽   |
| 刘添月   | 夏凌霜        | 九原太守郭子仪的密使，唐朝將軍，玄宗的重臣之一，空空儿(段克邪)之妻，小空之母親，段圭璋与竇線娘的儿媳，竇令侃的姪媳婦，鐵摩勒的弟媳，韓芷芬、王燕羽(史紅梅)的妯娌，王燕羽(史紅梅)的情敵，皇甫嵩和張巡的老朋友，大唐遊俠之一，武林高手，巾幗不讓鬚眉的女英雄，护送密函途中被铁摩勒等人給救下，實為郭子儀的小姨，最終与空空儿、郭子儀等人討伐安史之亂，後與情敵王燕羽(史紅梅)和好，最后与空空儿、王燕羽、鐵摩勒去洛陽，被鐵摩勒得知已經有怀了空空儿的孩子。                                                                     | 馬海燕   | 王慧珠   |
| 沈晓海   | 王龙客        | 王伯通之子，十八路反王之一王世充的後人，王燕羽之兄兼養兄，安祿山的帳下謀士及高手，大燕遊俠之一，擅用鐵扇來攻擊別人，空空儿(段克邪)的情敵，鐵摩勒和段圭璋的敵人，實為安祿山的手下走狗之一，曾是大唐的囚犯。性格心胸狹窄，奸詐狡猾，为帮助安禄山谋王燕羽混入铁摩勒等人中，不擇手段，一方与精精儿和羊牧勞一起襲擊飛虎山，曾在大唐王朝刺殺李隆基。垂涎夏凌霜美色，被夏凌霜知道是安祿山的人，与精精儿狼狽為奸，最終被精精儿出賣后而死于羊牧勞之手。                                                                               | 金永綱   | 羅偉傑   |
| 路 晨    | 韩芷芬        | 天下第一點穴名家韓湛之女，鐵摩勒之妻，封万戶侯夫人，鐵昆侖的儿媳，沒有孩子，夏凌霜的好友，王燕羽的情敵，喜歡鐵摩勒，在铁摩勒受伤时，韩芷芬衣不解带照顾铁摩勒，求段圭璋做主，后來嫁給了鐵昆侖之子鐵摩勒，为铁摩勒和韩芷芬定亲，成為盟主夫人，後與情敵王燕羽(史紅梅)和好，最終假裝當婢女來探望燕羽，為了救燕羽一命而服毒自進。 | 鄧小鷗   | 顏頌怡   |
| 其他角色 |               | |          |          |
| 陳繼銘   | 段圭墇        | 竇線娘之夫，鐵摩勒的師父兼姑父，段克邪(空空兒)之父，夏凌霜的公公，史逸如、鐵昆侖、韓湛的好友，大唐遊俠之一，被羊牧勞殺死，與鐵崑崙葬再一起。 | 芒來     |          |
| 巴音     | 羊牧勞        | 三孽畜之一，枯魔洞的閻羅王，安祿山的國師，法術高強，但卻是十分心狠手辣，被鐵崑崙所扮。 |          |          |
| 巴音     | 鐵昆侖 羊牧勞 | 绿林三霸之一，燕山寨主，鐵摩勒的生身父親，段圭璋的好友，受傷后被人家知道是土匪，因前期魔化假扮羊牧勞之后被安祿山封為國師，后期而被安慶緒封為安史之亂的太師及亞相，最後想謀朝篡位，被其子鐵摩勒阻止，篡位失敗，不做皇帝，為救其子鐵摩勒反而癈掉武功，與段圭璋葬再一起。 | 郭政建   |          |
| 巴音     | 皇甫嵩        | 羊牧勞的分身，江湖三异丐之一，江湖七怪之一，西岳神龙，华山派名宿，武功高強，亦正亦邪，卻是個老頑童，比射雕英雄傳的人物洪七公的武功過高，江湖人稱叫花子，曾經是一個黑道高手，夏凌霜、竇令侃、鐵昆侖的老朋友，曾經教鐵摩勒武功，對郭子儀有意思。 | 郭政建   |          |
| 王九胜   | 精精儿        | 太監，安慶緒的貼身宦官，原王龍客手下，藏灵子之徒，空空儿(段克邪)的师兄，大燕遊俠之一，与羊牧勞不合。他貌如猢狲，轻功极高，善使精金短剑，可一剑连刺七处穴道，曾經改過向善，再次与王龍客狼狽為奸。曾害死鐵摩勒，最後反被夏凌霜殺死。 | 芒來     |          |
| 涂門     | 安祿山        | 突厥節度使，本姓康，胡人，安史之亂的發動者，大燕第一皇帝，安慶宗和安慶緒的父親，唐朝的奸臣惡將。比楊國忠更可惡，惡貫滿盈，與羊牧勞和史思明勾結，后發現安慶緒與鐵崑崙勾結，被其子安慶緒弒父篡位，卻嫁禍給王燕羽。 | 齊克建   |          |
| 李澤鋒   | 安慶緒        | 唐朝叛將安祿山的次子，大燕第二皇帝。性格心胸狹窄，手段殘忍。與精精儿狼狽為奸，處處喜歡与鐵摩勒作對，因覺得安祿山偏心最寵安慶恩，決定弒父篡位，卻嫁禍給王燕羽，但最終兵敗自食惡果。在歷史上被部將史思明所殺害。 | 張澎     |          |
| 劉丕中   | 楊國忠        | 唐朝宰相兼文部尚書，國舅，外戚出身，楊玉環的堂兄，李隆基的大舅子，安慶宗的契舅，權傾朝野，陰險歹毒，狼子野心，在朝中黨羽眾多，比安祿山更加可惡，惡貫滿盈，實乃奸倭貪官。因李隆基軟弱時才擺布李隆基，而讓李隆基聽信讒言，與高力士互相勾結，多次逼哥舒翰出戰，並設計陷害哥舒翰与安祿山勾結，最后被士兵殺死。 |          |          |
| 高遠     | 楊玉環        | 楊貴妃，玄宗寵妃，楊國忠的堂妹，太子李亨的繼母，卻沒有孩子，安慶宗的契媽，后被鐵摩勒、秦襄、士兵們等人逼死，死后為碧瑤仙子。 |          |          |
| 湯鎮宗   | 李隆基        | 唐玄宗，太子之父，昏君，安慶宗的契爸，高力士的主人，過于寬仁，反對用法苛刻，後來軟弱時才受到外戚陽國忠的擺布而聽信讒言，只愛美人，不懂朝政，后尊為太上皇。 |          |          |
| 胡慶士   | 高力士        | 唐朝宦官，玄宗的貼身宦官，驃騎大將軍，玄宗的重臣之一，后加封為齊國公，與楊國忠互相勾結。 |          |          |
| 陈潘晶   | 段妃          | 安祿山的妃子，安慶恩之母，安慶宗与安慶宗的繼母。 |          | 張惠雯   |
| 趙水晶   | 太子          | 唐肅宗李亨，李隆基之子，明君，正直善良，明察秋毫，亳無昏庸，反對用法嚴苛，但与玄宗不和，因玄宗死後繼位。 |          |          |
| 王建國   | 郭子儀        | 九原太守，唐朝名將，夏凌霜的姊夫，空空儿(段克邪)的姨夫，玄宗的重臣之一。 | 谷峰     |          |
| 趙強     | 張巡          | 睢陽太守，唐朝名將，夏凌霜的老友，玄宗的重臣之一，被安慶緒派人拔牙。 |          |          |
| 侯京健   | 安慶宗        | 唐朝叛將安祿山的長子，李隆基和楊玉環的契子，楊國忠的契姪，安慶緒的兄長，但与安慶緒不和，後因父親安祿山與二弟安慶續叛亂被斬首。 |          |          |
| 楊念生   | 韓湛          | 天下第一點穴名家，韓芷芬之父，鐵摩勒的岳父，鐵昆侖的親家，竇令侃、段圭璋的好友，后被羊牧勞所害死。 | 李志新   |          |
| 何思融   | 竇線娘        | 段圭璋之妻，竇建德的后人，竇令侃的妹妹，空空儿(段圭璋)之母，夏凌霜的婆婆，鐵摩勒的姑姑，后被羊牧勞所害死。 | 鄧小鷗   |          |
| 張衡平   | 鐵匠          | 鐵摩勒的結拜大哥，江湖工匠，鐵婦的丈夫，後期出現，狗兒和花兒的父親，曾經救過鐵摩勒，被安慶緒的手下殺死。 |          |          |
| 史同翠   | 鐵婦          | 鐵摩勒的結拜大嫂，後期出現，鐵匠的妻子，狗兒和花儿的母親，曾經救過鐵摩勒，被安慶緒的手下殺死。 |          |          |
| 厲昱辰   | 狗兒          | 鐵匠和鐵婦的儿子，鐵摩勒的姪子，后期出現，稱呼鐵摩勒大哥哥，被安慶緒的手下殺死。 |          |          |
| 張雪迎   | 花儿          | 鐵匠和鐵婦的女儿，鐵摩勒的姪女，后期出現，稱呼鐵摩勒大哥哥，被安慶緒的手下殺死 |          |          |
| 江華林   | 哥舒翰        | 唐朝名將，西突厥哥舒氏，胡人，鐵摩勒的上司，玄宗的重臣之一，清官，一代名臣，為人正直堅強，明察秋毫，毫無貪污，對玄宗忠心耿耿，被楊國忠陷害与安祿山勾結而加入安史之亂，被玄宗賜死。 | 李志新   |          |
| 王崗     | 秦襄          | 秦瓊的後人，唐朝將軍，龍騎都尉，鐵摩勒的結拜大哥，玄宗的重臣之一，后為了勸告玄宗不要大逆不道而自殺身亡。 | 谷峰     |          |
| 任保成   | 杜乾運        | 監軍大人，貪官，哥舒翰的同事，楊國忠的下屬兼黨羽，貪婪亡想，自私自利，沒有立場，与外戚楊國忠同伙，並與楊國忠設計哥舒翰，後被哥舒翰的屬下所殺害。 |          |          |
| 宋松霖   | 火潑歸仁      | 哥舒翰的部將，對哥舒翰忠心耿耿，後遭王龍客及叛軍設計其兵敗而投降被刺。 |          |          |
| 許洪舟   | 崔乾祐        | 大燕將領，安祿山的手下大將，大唐王朝的關外將領，王龍客和精精儿的合作對象，因安祿山死后才被安慶緒所重用，最後被殺。 |          |          |

## 外部連結
- 《大唐游俠傳》- TVB專題 （页面存档备份，存于）

## 作品變遷
| 香港 無綫精選台 星期一至五14:30-15:30及21:30-22:30 | 香港 無綫精選台 星期一至五14:30-15:30及21:30-22:30 | 香港 無綫精選台 星期一至五14:30-15:30及21:30-22:30 |
| -------------------------------------------------- | -------------------------------------------------- | -------------------------------------------------- |
|                                                    | 大唐游俠傳 （2012.02.14 - 2012.03.28）             |                                                    |
| 金大班 （2011.12.26 - 2012.02.13）                 | 水滸傳 （2012.03.29 - 2012.07.26）                 |                                                    |
| 香港 高清翡翠台 星期一至五16:45-17:45              |                                                    |                                                    |
| 包青天之碧血丹心 （2012.05.08 - 2012.08.06）       | 大唐游俠傳 （2012.08.07 - 2012.09.19）             | 福氣又安康 （2012.09.20 - 2012.10.26）             |